# Поликрат
Поликрат Самосский (др.-греч. Πολυκράτης; 570-е годы до н. э. — 522 год до н. э., Магнесия-на-Меандре, держава Ахеменидов) — древнегреческий тиран острова Эгейского моря Самос. Был сыном Эака и, вероятно, относился к благородному роду или династии тиранов. В 533 году до н. э. Поликрат вместе с братьями Пантагнотом и Силосоном организовал народное восстание в Самосе, захватил власть и поделил её на троих. В 529 году до н. э. сверг братьев, став единоличным правителем. Поликрат заключил союз с фараоном Амасисом II, поставляя ему воинов и военные корабли. Со своим большим флотом и войском он разорял всех в Эгейском море без разбора, даже друзей, захватив много городов. До Амасиса дошли вести о везении Поликрата, и он ему посоветовал выбросить самую ценную вещь, так как божество карает тех, кому на жизненном пути не встречаются трудности и неудачи. Тиран выбросил в море изумрудный перстень. Спустя 5—6 дней один самосский рыбак поймал большую красивую рыбу и подарил её Поликрату. Внутри неё находился тот самый перстень. Когда Амасис узнал об этом, он разорвал дружбу с ним, так как не хотел печалится о его плохом конце.
Во время персидского похода в Египет Поликрат изменил свои взгляды. Он отправил персидскому царю Камбису II сорок триер тех граждан, которых подозревал в восстании. Но изгнанники вернулись, победив тирана в морском сражении и проиграв в сухопутном. Они отправились за помощью к спартанцам, и те с коринфянами организовали поход против Поликрата. Основными причинами его были идеология Спарты против тирании, ограничение внешнеполитических отношений из-за тирана, экономические интересы и другие. В 525 или 524 году до н. э. спартанцы с войском прибыли на Самос и начали осаду города. Из всех воинов внутрь стен смогли пробраться только Архий и Ликоп, которые вскоре погибли. После безуспешной сорокадневной осады спартанцы ушли. Согласно Геродоту, Поликрат подкупил их позолоченными свинцовыми монетами.
Незадолго до смерти Камбиса II сатрап Сард Орет решил убить Поликрата. Согласно одной версии, сатрап Даскилеона Митробат высмеял его за то, что он не может захватить близлежащий к его сатрапии Самос. Согласно другой, сатрап отправил к тирану посла, но он проигнорировал его. Орет послал сообщение на Самос. В нём говорится, что Камбис хочет убить сатрапа, поэтому если Поликрат сохранит того сокровища, то сможет забрать их часть. Чтобы убедиться в их существовании, тиран отправил к Орету своего приближённого Меандрия. Сатрап наполнил сундуки камнями и сверху положил золото. Меандрий поверил, и сообщил Поликрату. Тиран, несмотря на то, что его пытались отговорить, отправился к Орету и тот его убил. По разным источникам, Поликрата распяли или повесили. Афиней, в свою очередь, приводит версию, что персы сами прибыли и захватили Самос.
Поликрат провёл в Самосе строительную кампанию, были созданы: Эвпалинов тоннель с водопроводом, мол в гавани, лавра, выполнявшая функцию базара, храм Геры (Герейон), ров вокруг города. Также после неудачного спартанского похода было разрушено святилище Артемисион, где располагались политические противники тирана. Внутренняя политика Поликрата была направлена на ремесленников и бедные слои общества, в то время как аристократы подвергались налогообложением, вследствие чего многие знатные люди мигрировали в Южную Италию, где основали город Дикеархию.
Как и античные, так и современные источники отмечают в Поликрате как и отрицательные черты (жестокость, алчность, наглость), так и положительные (рациональность, стремление к нововведениям). Они признают его значимость и величие, а также навык стратега. Современники Поликрата, Ивик и Анакреонт восхваляли его в своих произведениях. История с перстнем тирана стала основой типа фольклорных сказок. Баллада Фридриха Шиллера, основанная на ней, вдохновила ряд авторов на создание произведений на эту тему. Эпизодам, связанных со смертью и перстнем Поликрата, посвящены гравюры, картины и бронзовая статуя.

## Биография

### Семья
Поликрат был сыном Эака и, вероятно, относился к благородному роду. У него были братья Пантагнот и Силосон. Британский антиковед Джон Баррон, основываясь на недатированных самосских тиранах, археологической и военной деятельности Самоса до Поликрата, свидетельствах поэтов (Ивик, Анакреонт) и упадке экономики в начале и конце VI века до н. э., считает, что Поликрат относился к династии тиранов. По его мнению, Геродот смешал раннего Поликрата (отца) и позднего (сына) из-за того, что его источником была устная традиция. Баррон относит рождение Поликрата II к 570 году до н. э. По мнению Карти, отцом Поликрата был Эак.
Софист Гимерий сообщает о том, что Поликрат владел Родосом и у него был сын-тёзка, для которого он привёл Анакреонта, чтобы тот обучал его музыке. Английский литературовед Сесил Морис Боура предположил, что именно об этом сыне говорится в оде от Ивика; Поликрат мог поставить своего сына правителем Родоса. Канадский классицист Леонард Эрнест Вудбери провёл анализ текста Гимерия и пришёл к выводу, что в нём говорится только о юном Поликрате Самосском, а не о его сыне.
|             |             |             |             |             |             |           |           | Каллител   |            |            |            |            |            |     |     |           |           |           |           |           |           |  |  |        |        |        |        |        |        |  |  |  |  |  |  |  |  |  |  |  |  |  |  |  |  |  |  |  |  |  |  |  |  |
|             |             |             |             |             |             |           |           |            |            |            |            |            |            |     |     |           |           |           |           |           |           |  |  |        |        |        |        |        |        |  |  |  |  |  |  |  |  |  |  |  |  |  |  |  |  |  |  |  |  |  |  |  |  |
|             |             |             |             |             |             |           |           |            |            |            |            |            |            |     |     |           |           |           |           |           |           |  |  |        |        |        |        |        |        |  |  |  |  |  |  |  |  |  |  |  |  |  |  |  |  |  |  |  |  |  |  |  |  |
|             |             |             |             | Силосон I   | Силосон I   | Силосон I | Силосон I | Силосон I  | Силосон I  |            |            |            |            | Эак | Эак | Эак       | Эак       | Эак       | Эак       |           |           |  |  |        |        |        |        |        |        |  |  |  |  |  |  |  |  |  |  |  |  |  |  |  |  |  |  |  |  |  |  |  |  |
|             |             |             |             | Силосон I   | Силосон I   | Силосон I | Силосон I | Силосон I  | Силосон I  |            |            |            |            | Эак | Эак | Эак       | Эак       | Эак       | Эак       |           |           |  |  |        |        |        |        |        |        |  |  |  |  |  |  |  |  |  |  |  |  |  |  |  |  |  |  |  |  |  |  |  |  |
|             |             |             |             |             |             |           |           |            |            |            |            |            |            |     |     |           |           |           |           |           |           |  |  |        |        |        |        |        |        |  |  |  |  |  |  |  |  |  |  |  |  |  |  |  |  |  |  |  |  |  |  |  |  |
|             |             |             |             |             |             |           |           | Поликрат I | Поликрат I | Поликрат I | Поликрат I | Поликрат I | Поликрат I |     |     |           |           |           |           |           |           |  |  | Брисон | Брисон | Брисон | Брисон | Брисон | Брисон |  |  |  |  |  |  |  |  |  |  |  |  |  |  |  |  |  |  |  |  |  |  |  |  |
|             |             |             |             |             |             |           |           | Поликрат I | Поликрат I | Поликрат I | Поликрат I | Поликрат I | Поликрат I |     |     |           |           |           |           |           |           |  |  | Брисон | Брисон | Брисон | Брисон | Брисон | Брисон |  |  |  |  |  |  |  |  |  |  |  |  |  |  |  |  |  |  |  |  |  |  |  |  |
|             |             |             |             |             |             |           |           |            |            |            |            |            |            |     |     |           |           |           |           |           |           |  |  |        |        |        |        |        |        |  |  |  |  |  |  |  |  |  |  |  |  |  |  |  |  |  |  |  |  |  |  |  |  |
| Поликрат II | Поликрат II | Поликрат II | Поликрат II | Поликрат II | Поликрат II |           |           | Силосон II | Силосон II | Силосон II | Силосон II | Силосон II | Силосон II |     |     | Пантагнот | Пантагнот | Пантагнот | Пантагнот | Пантагнот | Пантагнот |  |  | Эак    | Эак    | Эак    | Эак    | Эак    | Эак    |  |  |  |  |  |  |  |  |  |  |  |  |  |  |  |  |  |  |  |  |  |  |  |  |
| Поликрат II | Поликрат II | Поликрат II | Поликрат II | Поликрат II | Поликрат II |           |           | Силосон II | Силосон II | Силосон II | Силосон II | Силосон II | Силосон II |     |     | Пантагнот | Пантагнот | Пантагнот | Пантагнот | Пантагнот | Пантагнот |  |  | Эак    | Эак    | Эак    | Эак    | Эак    | Эак    |  |  |  |  |  |  |  |  |  |  |  |  |  |  |  |  |  |  |  |  |  |  |  |  |
| дочь        | дочь        | дочь        | дочь        | дочь        | дочь        |           |           | Эак        | Эак        | Эак        | Эак        | Эак        | Эак        |     |     |           |           |           |           |           |           |  |  |        |        |        |        |        |        |  |  |  |  |  |  |  |  |  |  |  |  |  |  |  |  |  |  |  |  |  |  |  |  |

### Приход к власти

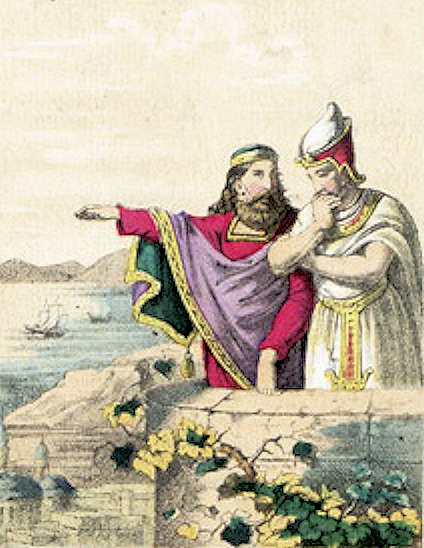
Поликрат с Амасисом, иллюстрация XIX века

До прихода Поликрата к власти на Самосе был период внутриполитической напряжённости. Царская власть в VI веке до н. э. была представлена Амфикратом и его преемником Демотелом, которого в около 591 году до н. э. свергли геоморы (землевладельцы), установив на острове олигархию. Также, вероятно, в первой четверти VI века до н. э. на Самосе действовал эсимнет Фобий. Затем мегарцы атаковали Перинф, колонию Самоса, и геоморы отправили на помощь девять стратегов с тридцатью кораблями. После победы те свергли геоморов, после чего уже их сверг Сиолосон, предок Поликрата, установив власть фракции галиев (моряков). По мнению антиковеда Эйдин Карти, Эак, отец Поликрата, вероятно, занимал руководящую должность на Самосе, при этом его власть была не единолична.
Поликрат вместе со своими братьями Пантагнотом и Силосоном поднял народное восстание на Самосе в 533 году до н. э, согласно Хронике Евсевия. Карти же относит его к началу 540-х годов до н. э., а Гельмут Берве — к 538 году до н. э. Город был поделен ими на три части. Но после Поликрат убил Пантагнота и изгнал Силосона, став единоличным правителем острова в 529 году до н. э., Берве относит это к 532 году до н. э.
Полиэн сообщает о восстании. Когда самосцы с оружием шли в храм Геры (Герейон) для жертвоприношения, Поликрат приказал Силосону и Пантагноту присоединится к ним. Во время процессии жители сложили оружие. Братья с соратниками убили всех в храме и направились к Поликрату. Он принял их, заняв стратегические места в городе, в том числе акрополь Астипалею. Также к нему на помощь прибыл тиран Наксоса Лигдамид с войском. Карти предложила иную интерпретацию этого эпизода: возможно, в оригинальном тексте имелось ввиду, что братья убили в храме соратников Поликрата, после чего направились устранить его.
Карти предполагает, что мятеж братьев связан с расколом в самосском обществе (в фракции галиев) с 550 года до н. э., ознаменовавший про- и антиспартанские настроения. Поликрат занимал антиспартанскую позицию, желая сделать из Самоса морскую державу, а братья — проспартанскую. К разногласиям также подтолкнули битва Поликрата с лесбосцами и милетцами и союз с Египтом, который препятствовал отношениям между ним и Спартой. Поликрат до мятежа, вероятно, мог быть магистратом города.

### Правление
Поликрат заключил союз с фараоном Амасисом II, и тот в знак дружбы отправил ему дары в виде своих двух деревянных статуй. По словам Геродота, после этого слава о Поликрате возросла и распространилась сначала на Ионию, а затем на всю Грецию. Карти предполагает, что союз был взаимовыгодным решением: Лидию, союзника Амасиса, захватили персы, поэтому роль поставщика воинов и кораблей принял Поликрат; союз с Египтом утвердил авторитет Поликрата на Самосе. Так как влияние тирана распространилось на судостроителей в связи с потребностью поставок, по его приказу на Самосе строились самены — широкие корабли с выпуклой носовой частью. Тиран Афин Писистрат также был в союзе с Поликратом.

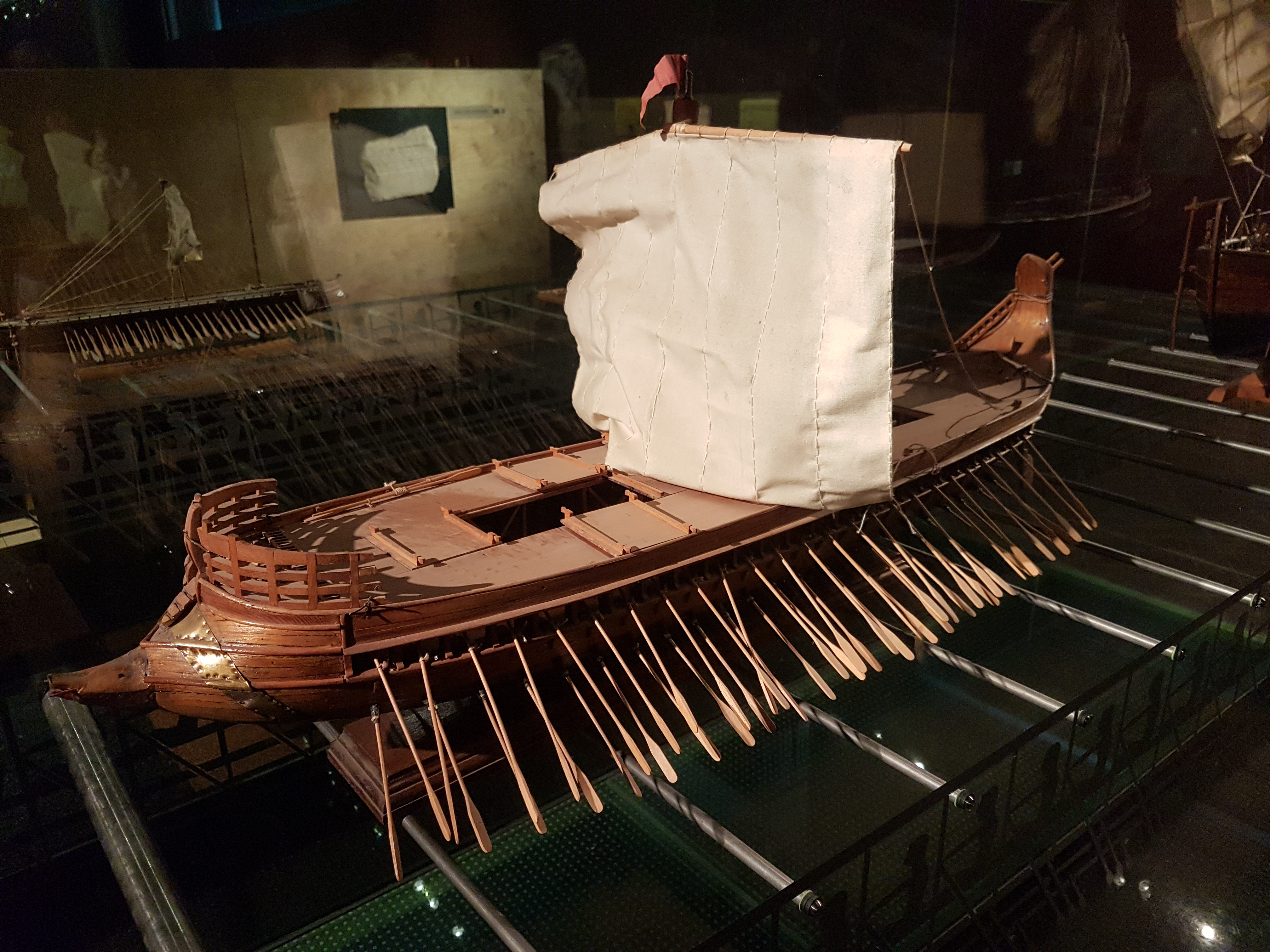
Модель самены из научного центра и музея технологии Салоник

Поликрат владел флотом в размере ста пентеконтер и войском в тысячу лучников. По словам Геродота, с этим он «разорял без разбора земли друзей и врагов. Ведь лучше, говорил он, заслужить благодарность друга, возвратив ему захваченные земли, чем вообще ничего не отнимать у него». Поликрат захватил большое количество островов и материковых городов. Геродот акцентирует внимание над победой в морской битве с милетцами и лесбосцами. Карти отнесла её к 530 году до н. э. и отметила, что с этого момента Самос начал противостояние персидскому вторжению в Грецию, так как милетцы и лесбосцы были под персидской гегемонией. Это также утвердило его авторитет в Египте, который был противником Персии. По мнению Карти, Поликрат не занимался ни пиратством, ни строительством морской империи, а совершал набеги на города и вводил долгосрочное подчинение там, где это было возможно. Российский историк Игорь Суриков же назвал его «настоящим „тираном-пиратом“», который заставил бояться и почитать его соседей и сограждан. Карти считает, что он мог участвовать в захвате Амасисом Кипра и некоторых родосских городов. 

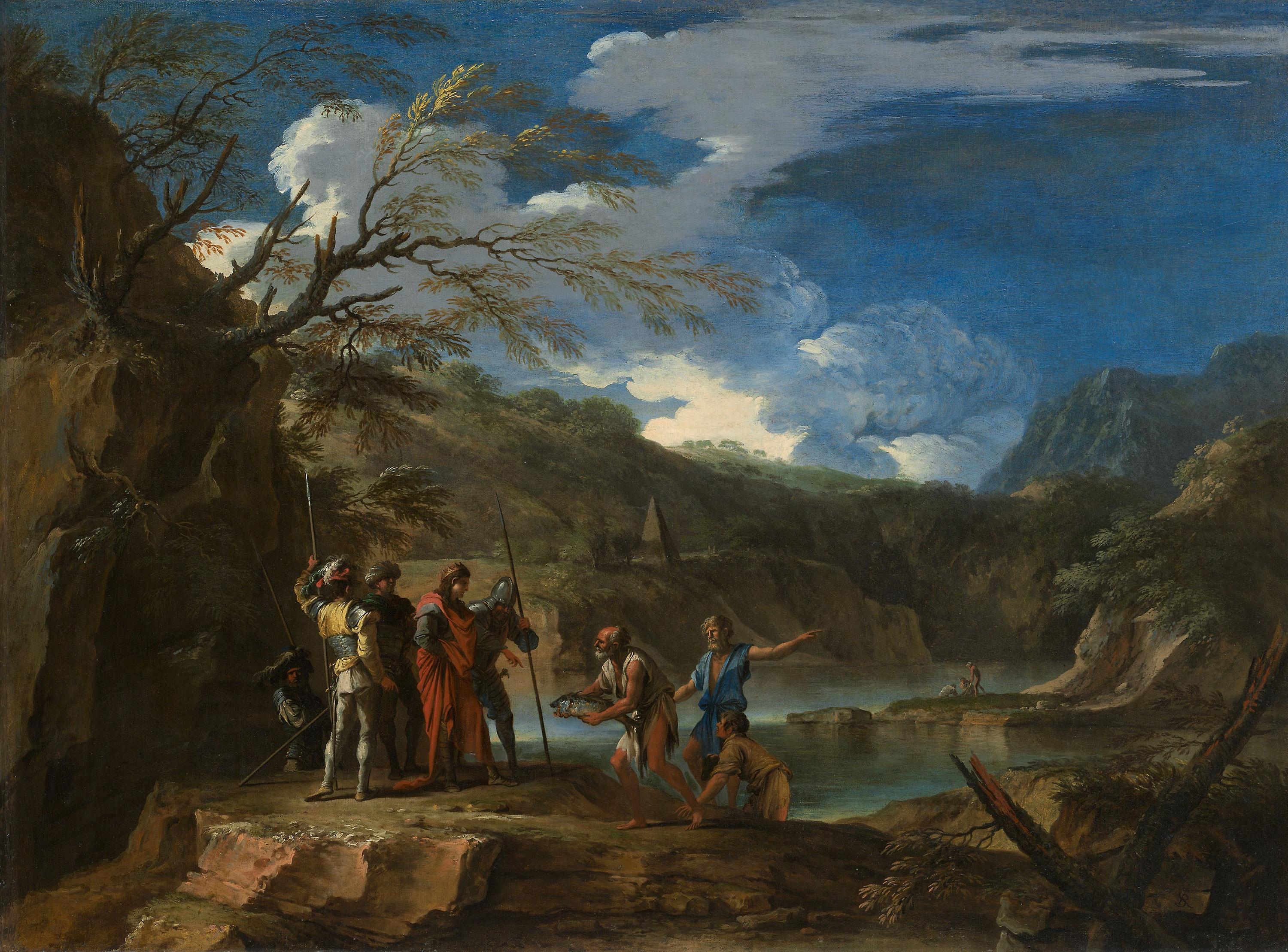
«Поликрат и рыбак», Сальватор Роза, 1664 год

До Амасиса дошли вести об удачах Поликрата. Он отправил ему письмо, в котором объяснил, что божество ревниво к человеческому счастью, поэтому лучше, чтобы на жизненном пути встречались успехи и неудачи, так как люди, которым постоянно везёт, заканчивают плохо. Фараон посоветовал Поликрату избавится от самой драгоценной вещи, что сильно огорчило бы его. Тиран решил выбросить в море изумрудный перстень в золотой оправе и с печатью (работа Феодора Самосского), что и сделал. Спустя 5—6 дней самосский рыбак поймал большую красивую рыбу, которую отдал в дар Поликрату. Когда слуги потрошили её, они обнаружили внутри тот самый перстень. Поликрат написал об этом Амасису. Тот же, чтобы не печалиться о друге, которого настигнет плохой конец, отправил вестника на Самос, который объявил о разрыве дружбы и союза. По мнению Лесли Курке, эта история мифологизирована, её основой является неизвестный социальный конфликт на Самосе. Рыбак является отражением фракции галиев, Поликрат с ним «ассимилируется». Это показывает, что он являлся их фактическим лидером. Суриков считает, что письмо Амасиса Геродот сочинил сам, чтобы подвести сюжет своей «Истории» к перстню Поликрата, «ярчайшему» моменту. Также на это повлияли его религиозные взгляды, верой в «зависть богов» по отношению к везунчикам. По мнению нидерландского историка Йона Лендеринга, вероятно, Поликрат расторг союз и его постоянное везенье сыграло в этом роль.

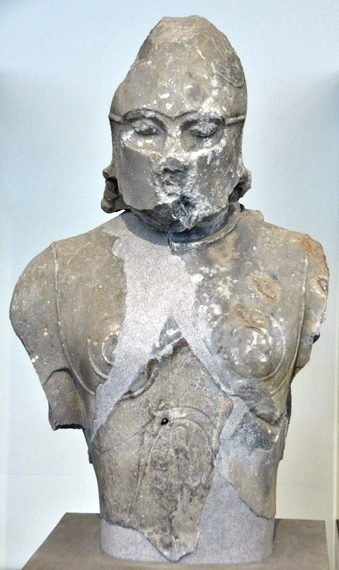
Самосский гоплит из Герейона, 530 год до н. э.

### Спартанский поход
Поликрат перед персидским вторжением в Египет изменил свою политику, так как знал, что не справится с Персией. По мнению Лендеринга, персидский царь Камбис II подкупил союзников Амасиса, так как в это же время египетский адмирал Веджахор-Ресне перешёл на сторону персов. Лендеринг считает, что это было главной ошибкой Поликрата, так как он лишился финансовой поддержки, что в дальнейшем спровоцировало спартанский поход.
Поликрат отправил к персидскому царю Камбису II посла с просьбой, чтобы тот послал вестников на остров, запросив войска для своего похода. Камбис II согласился и отправил послов на Самос, потребовав военные корабли. Поликрат собрал сорок триер тех граждан, которых подозревал в восстании, и отправил к царю. Согласно Геродоту, по одним сведениям, эти самосцы доплыли до острова Карпатос и, посовещавшись, решили дальше не плыть, по другим, они доплыли до Египта, но сбежали, хотя были под стражей. Карти считает, что эти самосцы были проспартанскими мятежниками и соратниками братьев Поликрата при попытке его свержения.
Самосцы вернулись на остров и разгромили флот Поликрата, после чего произошло сухопутное сражение. У Поликрата было много лучников и иностранных наёмников. Чтобы воины не предали его, тиран запер их жён и детей в корабельных доках и при измене намеревался сжечь. Прибывшие на остров самосцы проиграли в сражении и отправились в Спарту. Согласно Геродоту, по некоторым рассказам, они победили Поликрата, но он считает это неверным.
Изгнанные самосцы обратились за помощью к спартанцам. По итогу лакедемоняне организовали поход против Поликрата вместе с коринфянами. По мнению Печатновой, причинами похода были идеологические взгляды Спарты, направленные против тирании, и давление Коринфа, который был самым влиятельным членом Пелопоннесского союза после самой Спарты. Поликрат затрагивал торговые интересы Коринфа: его флот разорял всех в Эгейском море. Также городу не нравились дружеские отношения между непокорной Керкирой и Самосом. Карти считает, что одним из мотивов похода был союз тирана с Египтом, который значительно ограничил внешнеполитические связи Спарты, желавшей с тем сотрудничать.
Поход был проведён в 525 или 524 году до н. э. Спартанцы с войском прибыли на остров и начали осаду города Самос. Британский историк Пол Картледж и эпиграфист Лилиан Джеффри считают, что, возможно, бо́льшую часть войска предоставил Коринф. Спартанцы почти взобрались на башню стены, стоявшей в предместье, но прибывший с войском Поликрат отбросил их назад. С башни на гребне горы наёмники и отряд самосцев напали на лакедемонян, но после короткого сражения обратились в бегство. Спартанцы догоняли их и убивали. Только два спартанца, Архий и Ликоп, смогли вслед за бежавшими пробраться в город, после чего ворота закрылись и воины погибли. По словам Геродота, если бы все спартанцы сражались как они, то Самос был бы взят. После безуспешной сорокадневной осады города, лакедемоняне ушли. Согласно Геродоту, существовал рассказ о том, что Поликрат подкупил их позолоченными свинцовыми монетами. Суриков считает, что это ложная информация.
Во время похода спартанцы свергли Лигдамида, так как он был союзником Поликрата. Поликрат, вероятно, в это время занял его сферу влияния — Делос и Ринию (последнюю посвятил Аполлону Делосскому и соединил с цепью с Делосом). Впоследствии он организовал Делосские игры и стал главой амфиктиония. Берве назвал Ринию протекторатом Самоса.

### Смерть
Ближе к смерти Камбиса II сатрап Сард Орет решил убить Поликрата, несмотря на то, что они не были знакомы. Геродот приводит две версии. Согласно первой, на решение повлияла ссора с сатрапом Даскилеона Митробатом. Тот высмеял Орета за то, что он не может захватить близлежащий к его сатрапии Самос, который некогда Поликрат захватил с пятнадцатью гоплитами. Согласно второй, Орет отправил на Самос посла с некой просьбой, но Поликрат проигнорировал его.
Орет знал о желании Поликрата распространить свою власть на море и, находясь в Магнесии-на-Меандре, отправил на Самос лидийского посла Мирса с сообщением. В нём говорится, что Камбис хочет убить Орета, поэтому если Поликрат сохранит того сокровища, то сможет оставить себе часть; чтобы убедится, что они существуют, Поликрат может отправить самого верного себе человека, которому Орет покажет их. Тиран отправил к сатрапу своего писца Меандрия. Орет же наполнил почти доверху восемь сундуков камнями и сверху положил золото. Меандрий поверил, что они полностью наполнены золотом, и сообщил об этом Поликрату.
Поликрат решил отправится в Магнесию-на-Меандре. Прорицатели и друзья отговаривали его. Дочь тирана видела сон, в котором он парит в воздухе, его омывает Зевс и умащает Гелиос. Но Поликрат никого не послушал и отправился к Орету со своей свитой, в которой состоял кротонский врач Демокед (он был нанят тираном за два таланта). Орет убил Поликрата в 522 году до н. э., По словам Геродота, тело тирана было распято, и сновидение его дочери сбылось: дождь омывал его (омывание Зевсом), а зной увлажнял (умащение Гелиосом). Страбон говорит о том, что Поликрат был повешен, а Цицерон — распят на кресте. Афиней сообщает иную версию смерти Поликрата: тиран создал в Самосе лавру в качестве базара, подобную парку «Сладкое Объятие» в Сардах, где расположил «самосские цветы» — «различные типы красавчиков и красавиц»; во время пьянства и праздника персы напали и захватили Самос. По мнению Карти, Орет хотел заполучить самосский флот, который бы помог в восстании Бардии (Гауматы) против Камбиса. Берве же считает, что Орет хотел заслужить похвалу от персидского царя. Преемником Поликрата стал Меандрий.

## Внутренняя политика
Поликрат провёл на Самосе строительную программу. По свидетельствам Геродота, были построены: тоннель в горе длиной семь стадий (инженер Эвпалин), а под ним водопроводный канал в Самос; мол в гавани длиной в два стадия и высотой в двадцать оргий; Герейон, «величайший из известных нам храмов» (архитектор Рек). Аристотель приписывает это Поликрату, в отличие от Геродота, который не указывает имя организатора работ. Поликрат воздвиг себе дворец, который позже хотел реконструировать римский император Калигула, и создал лавру (базар) в городе. Тиран пленил лесбосцев и милетцев после победы над ними в морской битве. Он заставил их закованных вырыть ров вокруг Самоса. В 520-х годах на Самосе было разрушено святилище Артемисион. Карти, на основе обнаруженной в нём лаконской керамики, считает, что там находились проспартанские самосцы, противники Поликрата. После неудачного спартанского похода тиран разрушил святилище. Также Поликрат занимался чеканкой монет.
По мнению доктора исторических наук Марины Лаптевой, во внутренней политике Поликрата не было демократизма. Строительство храма было предпринято для централизации культа Геры на острове, что привело к упрочению власти тирана путём её «освящения» и ослаблению его политических противников. Общественные работы (гавань, лавра, водопровод) были проведены, чтобы заручиться благожелательным отношением демоса. Аристотель считает, что эта строительная программа была направлена на то, чтобы у простого народа из-за ежедневного досуга не было времени составлять заговоры против Поликрата. Лаптева считает тиранию Поликрата близкой к тираниям позднеклассического и эллинистического периодов. По её мнению, его главной задачей было не удовлетворение нужд народа, а укрепление личной власти. Лаптева отметила, что слабость власти Поликрата заключалась в страхе народного восстания: он закрывал матерей и детей в доках, чтобы воины не восстали против него; убил Пантагнота и изгнал Силосона; отправил неугодных граждан в Египет.
Упор внутренней политики Поликрата был на ремесленников широкого спектра, которые зарабатывали за счёт строительства и судостроительства. Также улучшилось положение горожан и бедняков, которые могли принять участие в работах, стать гребцами или вступить в армию. Внутренними врагами Поликрата была община геоморов, ранее правящая на Самосе, и знать, так как он обязывал их содержать матерей из бедной прослойки общества, сыновья которых пали в бою (по свидетельству Дуриса Самосского), и финансировать строительную программу. Многие покидали остров, мигрируя в Южную Италию, где основали город Дикеархию около 526 года до н. э. Среди эмигрантов числился математик Пифагор. Поликрат запретил на Самосе палестры, опасаясь, что там из-за доверительных друг к другу отношений могут возникнуть заговоры против него. Карти отметила развитие на Самосе вольноотпущенничества в VI веке до н. э.: раб или военнопленный мог получить свободу и даже гражданство. По мнению Сурикова, погубило Поликрата внешнеполитическая игра, когда он отправил триеры изгнанников Камбису и те не доплыли до него.
Афиней свидетельствует о том, что Поликрат собирал в Самос всё из разных мест: из Эпира и Лаконии — собак, из Скироса и Наксоса — коз, из Милета и Аттики — овец, из Сицилии — свиней. Это способствовало развитию в городе шерстяных мануфактур. Поликрат за деньги призывал в город мастеров, среди них были поэты Анакреонт и Ивик, а также врач Демокед и архитектор Эвпалин. Вероятно, он вместе с сыном Писистрата Гиппархом собирал библиотеку поэзии прошлого и того времени.

## Оценки
Ивик в своей оде рассказывает о красоте юного Поликрата. Гимерий в Речах представляет его как решительного человека с даром убеждения и заинтересованностью к культуре. Геродот показывает Поликрата жестоким правителем, который может в критических ситуациях угрожать сохранности своего народа и пренебречь братскими узами. По его словам, «кроме сиракузских тиранов, ни один эллинский властитель не может сравниться могуществом и пышностью с Поликратом».
Карти охарактеризовала Поликрата как лояльного и одновременно капризного правителя, но выдающегося стратега и организатора. Берве назвал его рациональным, планирующим технические нововведения; демоническим, отважным и разносторонним, но жестоким правителем. По его мнению, стилю жизни Поликрата соответствует любовь к роскоши и изнеженности. Он считает, что для такого дерзкого человека, «в котором тирания восточнононийского образца нашла свое самое грандиозное и устрашающее выражение», выдался ужасный конец. Суриков назвал Поликрата колоритной личностью античности. Он представил его образ как «не очень симпатичный». По его мнению, Поликрат был одним из тех, кто придал слову «тиран», нейтральному у греков на то время, отрицательное значение. Суриков охарактеризовал его как алчного, жестоко и наглого циника, но несмотря на это, отметил, что Самос достиг расцвета именно при нём.

## В культуре

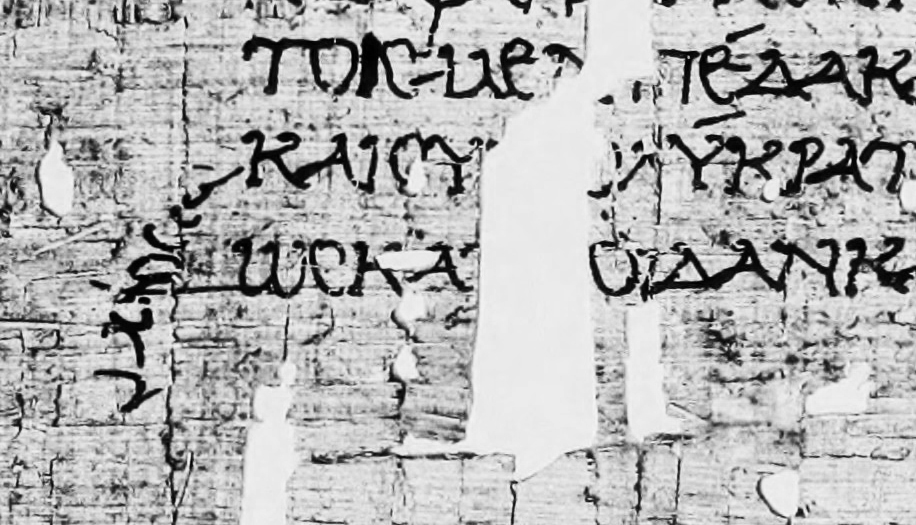
Фрагмент папируса с «Одой Поликрату»

Древнегреческий поэт Анакреонт восхвалял Поликрата в своих стихах, а Ивик посвятил ему оду.
История о выброшенном перстне Поликрата является основоположником типа AaTh 736A по указателю сюжетов фольклорной сказки: обычно девушке доверяют на хранение кольцо, но злодей (чаще всего владелец кольца или тот, кто подарил его) выбрасывает его в воду и обвиняет героиню в потере, но кольцо возвращается через рыбу. Этот мотив входит в основу одной истории из жития ирландской святой Бригитты.
В 1797 году немецкий поэт Фридрих Шиллер написал балладу «Поликратов перстень», посвящённой истории о перстне Поликрата. Вдохновившись балладой, австрийский драматург Генрих Тевелес написал пьесу «Der Ring des Polykrates» (в переводе с нем. — «Кольцо Поликрата») в 1888 году. Работу Тевелеса в качестве либретто использовал австрийский композитор Эрих Вольфганг Корнгольд для своей оперы «Der Ring des Polykrates».
Швейцарский гравёр Маттеус Мериан в 1630 году создал гравюру на меди «Der Ring des Polykrates». Итальянский художник Сальватор Роза посвятил Поликрату ряд работ: картины маслом 1664 года «Поликрат и рыбак» и «Распятие Поликрата», также по сюжету смерти Поликрата сохранились офорт и рисунок, оба 1662 года. Голландский гравёр Ян Лёйкен посвятил убийству Поликрата гравюру «Polycrates door Orates ontvangen en gedood» (в переводе с нидерл. — «Поликрат был принят и убит Оретом») в 1687 году. Скульптор Михаил Козловский в 1790 году создал бронзовую скульптуру распятого Поликрата.
Британский психолог Джон Флюгель ввёл в психоанализ понятие комплекс Поликрата: состояние, при котором человек испытывает беспокойство из-за череды удач и везенья, так как его потребность в наказании не удовлетворена.

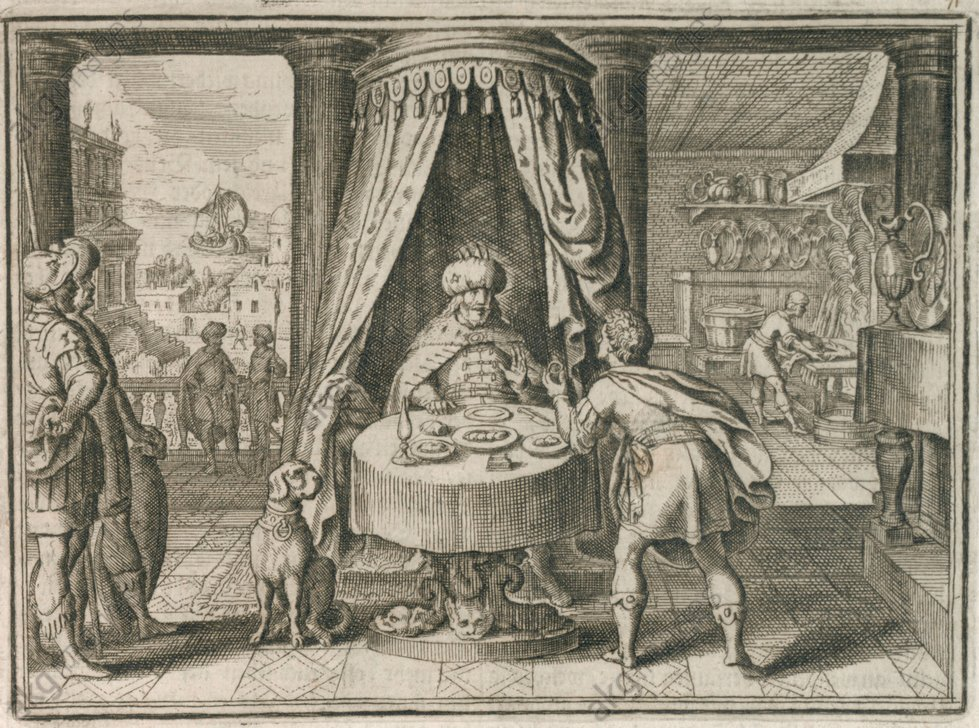
Гравюра Маттеуса Мериана, 1630 год
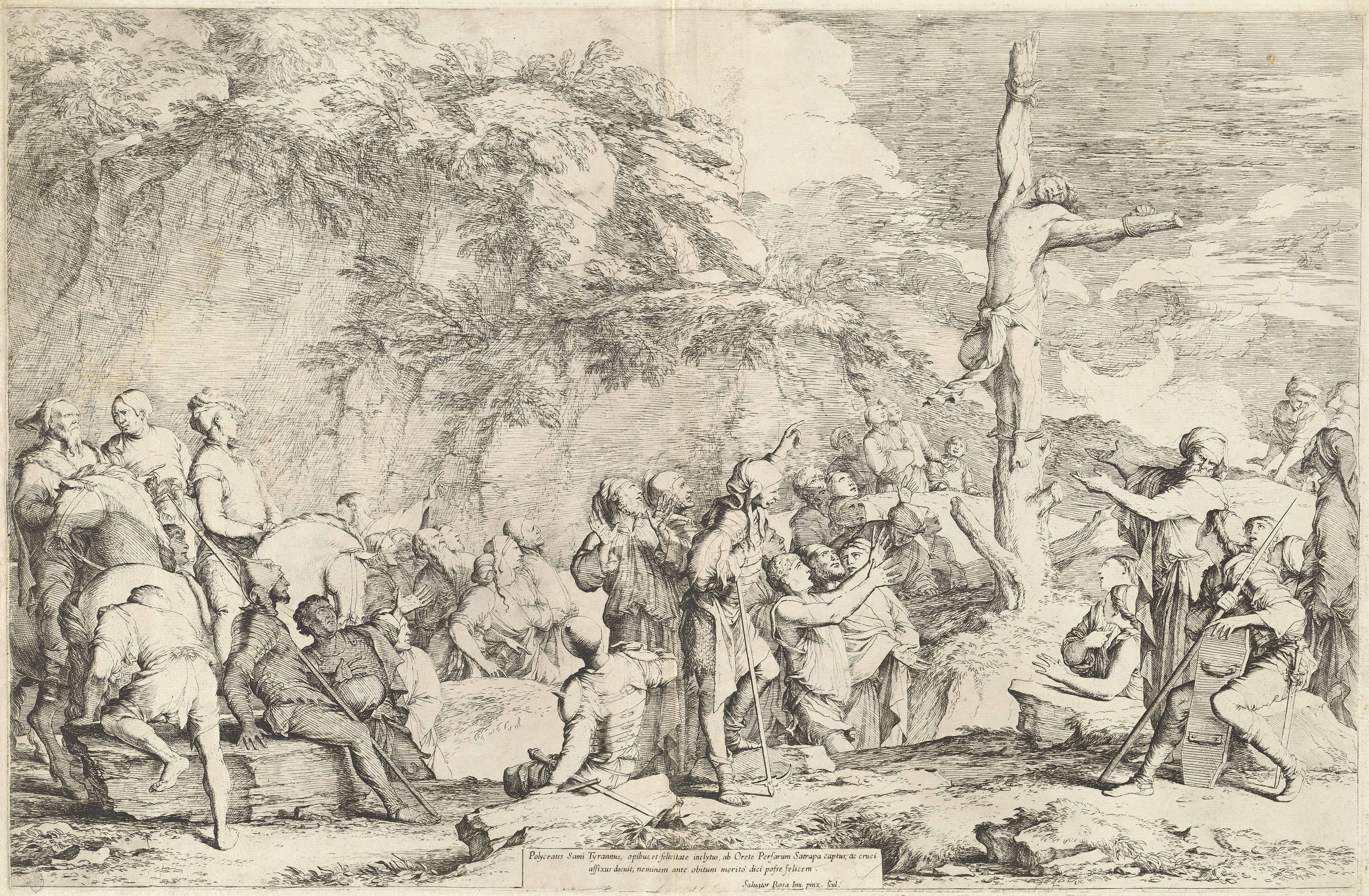
Офорт Сальватора Розы, 1662 год
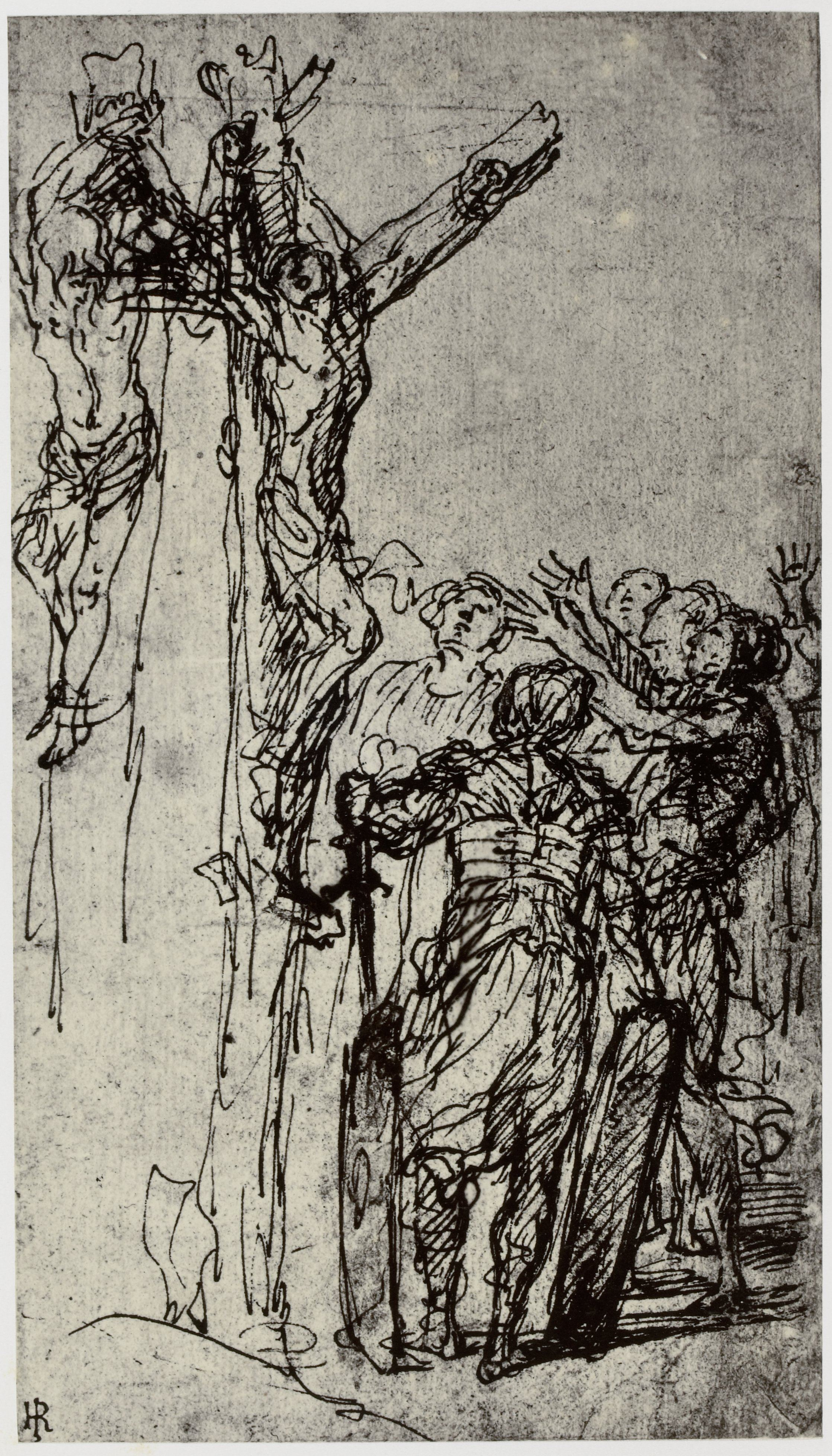
Рисунок Сальватора Розы, 1662 год
Гравюра Яна Лёйкина, 1687 год

### Античная литература
- Аристотель. Политика / перевод с др.-греч. С. М. Роговина. — М.: РИПОЛ классик, 2010. — 592 с. — (Книги мудрости).
- Афиней. Пир мудрецов / Перевод с древнегреческого К Т. Голинкевича. — М.: Наука, 2010. — 597 с. — ISBN 978-5-02-037384-6.
- Геродот. История в девяти книгах / Перевод и примечания Г. А. Стратановского, под общей редакцией С. Л. Утченко. Редактор перевода Н. А. Мещерский. — Ленинград: Наука, 1972.
- Павсаний. Описание Эллады / перевод с древнегреческого С. П. Кондратьева. — СПб.: Алетейя, 1996. — Т. 1. — ISBN 5-89329-006-2.
- Плутарх. Плутарх. Сравнительные жизнеописания в двух томах / Перевод С. И. Соболевского, обработка перевода для настоящего переиздания — С. С. Аверинцева, переработка комментария — М. Л. Гаспарова.. — Издание второе, исправленное и дополненное. — М.: Наука, 1994. — Т. I.
- Полиэн. Стратегемы / Пер. с греч. под общ. ред. к. и. н. А. К. Нефедкина. — СПб.: Евразия, 2002. — 608 с. — ISBN 5-8071-0097-2.
- Страбон. ГЕОГРАФИЯ в 17 книгах. Репринтное воспроизведение текста издания 1964 г. / Перевод, статья и комментарии Г. А. Стратановского под общей редакцией проф. С. Л. Утченко. Редактор перевода проф. О. О. Крюгер.. — М.: Ладомир, 1994.
- Марк Туллий Цицерон. О пределах блага и зла. Парадоксы стоиков / Перевод с латинского Н. А. Федорова. Комментарии Б. М. Никольского.. — М.: Российский государственный гуманитарный университет, 2000.
- Фукидид. История / Пер. и примеч. Г. А. Стратановского. Отв. ред. Я. М. Боровский. — Л.: Наука, 1981.

### Современная литература

#### На русском языке
- Берве, Гельмут. Тираны Греции / Перевод Рывкина О. Е. — Ростов-на-Дону: Феникс, 1997. — 640 с. — (Исторические силуэты).
- Джеффри Л. Г. Греция перед персидским вторжением // Кембриджская история Древнего мира  / Под ред. Дж. Бордмэна, Н.-Дж.-Л. Хэммонда, Д.-М. Льюиса, М. Оствальда. Пер. с англ., подготовка текста, заметка и примечания А. В. Зайкова. — Москва: Ладомир, 2011. — Т. IV. Персия, Греция и западное Средиземноморье. Около 525—479 гг. до н. э.. — ISBN 978-5-86218-496-9.
- Бузескул В. П. История афинской демократии. — С.-Петербург,: Типография М. М. Стасюлевича, 1909.
- Курбатов А. А. Военное значение аристократии в архаической Греции // Античный мир и археология. — Саратов, 1990. — С. 3—14.
- Лаптева М. Ю. У истоков древнегреческой цивилизации: Иония, ΧΙ—VI вв. до н. э.. — СПб.: Гуманитарная Академия, 2009. — 512 с. — ISBN 978-5-93762-061-3.
- Печатнова Л. Г. История Спарты (период архаики и классики). — СПб.: Гуманитарная Академия, 2001. — 510 с. — ISBN 5-93762-008-9.
- Строгецкий В. М. Полис и империя в классической Греции: Учебное пособие. — Н. Новгород: Нежинский государственный университет имени Николая Гоголя, 1991. — 244 с.
- Суриков И. Е. Геродот. — Москва: Молодая гвардия, 2009. — ISBN 978-5-235-03226-2.
- Хаммонд Н.-Дж.-Л. Пелопоннес // Кембриджская история древнего мира: Расширение греческого мира. VIII—VI века до н. э.  / Под ред. Дж. Бордмэна и Н.-Дж.-Л. Хаммонда. Пер. с англ., подготовка текста, предисловие и примечания А. В. Зайкова. — Москва: Ладомир, 2007.

#### На других языках
- Barron  J. P.[англ.]. The Sixth-Century Tyranny at Samos (англ.) // The Classical Quarterly. — 1964. — Vol. 14, no. 2. — P. 210—229.
- Brockington M. Discovery in the Morrois: Antecedents and Analogues (англ.) // The Modern Language Review. — 1998. — Vol. 93, no. 1. — P. 1—15.
- Bury J. B. A History of Greece to the Death of Alexander the Great (англ.) / Revised by Russell Meiggs. — third edition. — London: Macmillan & Co, 1963.
- Bowra C. M. Polycrates of Rhodes (англ.) // The Classical Journal. — 1934. — February (vol. 29, no. 5). — P. 375—380.
- Cartledge P. Sparta and Lakonia: A Regional History 1300—362 BC (англ.). — second edition. — London and New York, 2002. — ISBN 0-203-47223-3.
- Carty A. Polycrates, Tyrant of Samos: New Light on Archaic Greece (англ.). — Franz Steiner Verlag, 2015. — 260 p. — ISBN 978-3-515-10898-0.
- Gottfried, Johann Ludwig. Historische Chronica, Oder Beschreibung der fürnehmsten Geschichten, so sich von Anfang der Welt, biß auf das Jahr Christi 1619 zugetragen (нем.). — Frankfurt am Main, 1674.
- Keller H. Essays on Music (англ.). — Cambridge University Press, 2005. — 269 p.
- Kurke L. Coins, Bodies, Games, and Gold: The Politics of Meaning in Archaic Greece (англ.). — Princeton University Press, 1999. — 408 p. — ISBN 978-0691007366.
- Wong R. Tragic Flotsam: Oceanic Resonances in Herodotus, Schiller, and Korngold (англ.) // Publications of the English Goethe Society. — 2025. — Vol. 94, no. 1. — P. 34—50.
- Woodbury L. Ibycus and Polycrates (англ.) // Phoenix. — 1985. — Vol. 39, no. 3. — P. 193—220.